# Gene Krupa

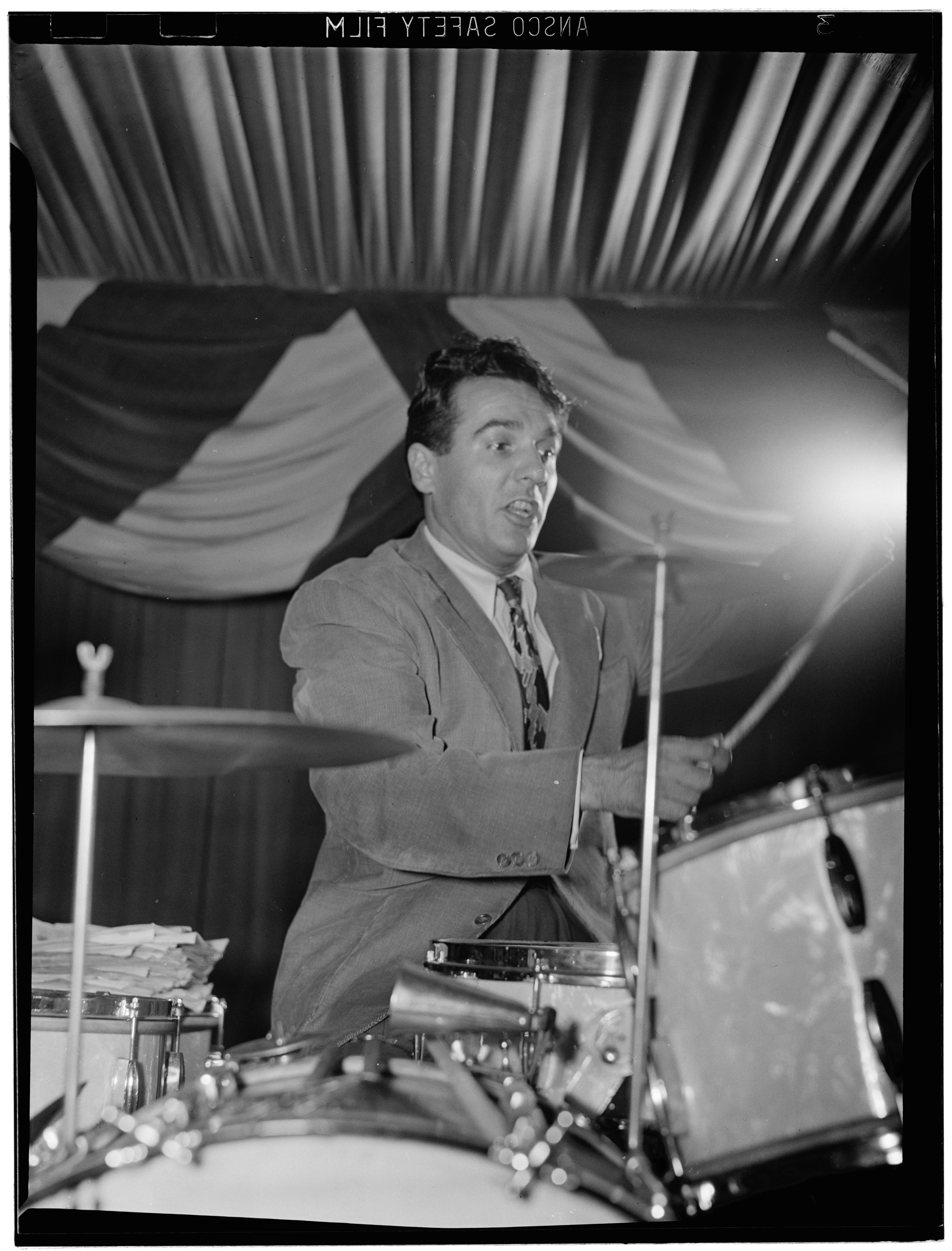
Gene Krupa bei einem Konzert, ca. 1946

Eugene Bertram „Gene“ Krupa (* 15. Januar 1909 in Chicago, Illinois; † 16. Oktober 1973 in Yonkers, New York) war ein für sein energiegeladenes Spiel berühmter amerikanischer Jazz- und Big-Band-Schlagzeuger und Bandleader (Gene Krupa and His Orchestra). Ihm ist es zu verdanken, dass lange Drum-Soli populär wurden. Er gilt als der erste große Star des Schlagzeugs.

## Leben
Gene Krupa war das jüngste der neun Kinder von Anna Krupa, geb. Oslowski (1865–1928) und deren Mann Bartłomiej Krupa (1863–1916). Der Vater war aus Polen eingewandert, die Mutter war polnischer Abstammung. Beide waren katholisch, und ihr Sohn Gene sollte eigentlich Priester werden.
Krupa begann mit elf Jahren, Schlagzeug zu spielen. Bereits 1921 spielte er aushilfsweise in einer Band, die während der Sommermonate in Wisconsin auftrat. Auf der High School freundete er sich mit den Mitgliedern der Austin High School Gang, Jimmy McPartland, Frank Teschemacher, Bud Freeman und Jim Lanigan an, die später auch auf seiner ersten Aufnahme mitspielten. 1924/25 besuchte er das St. Joseph’s Priesterseminar in Rensselaer, Indiana, kehrte aber vorzeitig nach Wisconsin zurück. Bei Roy Knapp, Al Silverman und Ed Straight nahm er ab 1925 Schlagzeugunterricht. 1927 wurde er Mitglied von Thelma Terry and Her Playboys; im selben Jahr debütierte er bei Einspielungen mit den Chicago Rhythm Kings und bei Eddie Condon/Red McKenzie Chicagoans, wo er für Dave Tough eingesprungen war und als erster Schlagzeuger im Jazz eine Basstrommel in Schallplattenaufnahmen einsetzte (was zuvor aufnahmetechnische Probleme bereitet hatte).
Nach weiteren Stationen bei Joe Kayser, Leo Shukin und im Benson-Orchester zog er 1929 nach New York, wo er zunächst in der Band von Red Nichols und danach Unterhaltungsmusik am Broadway spielte. In dieser Zeit machte Krupa Plattenaufnahmen mit Bud Freeman, Red Norvo, Miff Mole, Fats Waller, Adrian Rollini, Bix Beiderbecke sowie Red Nichols. Ab 1934 spielte er in der Band von Benny Goodman und wurde schon bald aufgrund seines hervorragenden Spiels zu einer nationalen Berühmtheit; auf der Aufnahme von Sing, Sing, Sing von 1937 spielte Gene Krupa das erste längere auf Platte eingespielte Schlagzeugsolo. Bereits ab 1935 begann Krupa, Schallplatten unter eigenem Namen zu veröffentlichen. Mit Solisten wie Nate Kazebier, Israel Crosby, Roy Eldridge und Chu Berry entstanden Titel wie Blues of Israel, Three Little Words und I Hope Gabriel Likes My Music.
Nach dem Erfolg beim Konzert in der Carnegie Hall und in Goodmans Trio verließ Krupa 1938 dessen Band und gründete im November mit Musikern wie Vido Musso und Milt Raskin sein eigenes Orchester (Gene Krupa and His Orchestra), das in Atlantic City debütierte. Bereits im Mai 1938 hatte er mit Grandfather’s Clock einen ersten Hit in den nationalen Charts, dem bis 1950 26 weitere folgten.
Er leitete sein Orchester bis 1943, als er wegen eines Vergehens gegen das Drogengesetz für drei Monate ins Gefängnis gehen musste. Seiner immensen Popularität in den Vereinigten Staaten tat dies keinen Abbruch; er wurde 1944 wieder zum besten Schlagzeuger des Landes gewählt. Die wichtigsten Musiker seines Orchesters waren zu dieser Zeit Roy Eldridge, Nate Kazebier und Floyd O’Brien, als Gesangssolisten wirkten Anita O’Day und Leo Watson mit, Arrangeur war George Dale Williams. Krupas Erfolgstitel dieser Jahre waren After You’ve Gone, Rockin’ Chair (1941) und das O’Day/Eldridge-Duett Let me Off Uptown, in dem Roys berühmter Appell “Anita, oh Anita! … say, I Feel somethin’!” enthalten war, gefolgt von seiner Trompetenpassage.
Im Jahr 1943 erfolgte eine Reunion Krupas mit Goodman. 1943/44 spielte Krupa dann bei Tommy Dorsey, bevor er Anfang 1945 eine der bis dahin größten Big Bands gründete, mit zeitweise über 40 Musikern; mit dabei waren u. a. Charlie Ventura, Teddy Napoleon und wiederum Anita O’Day sowie junge Bebop-Musiker wie Don Fagerquist, Lennie Hambro und Frank Rehak sowie Buddy Hughes als Bandvokalist, Erfolgstitel waren Leave Us Leap, Lover und How High the Moon. In dieser Phase liebäugelte Krupa kurz mit den Klängen des Modern Jazz (so in Titeln wie Disc Jockey Jump oder Callin Dr Gillespie); sein Schlagzeugstil passte jedoch nicht zu der Musik, die Fagerquist, Red Rodney, Buddy Wise oder Charlie Kennedy in seiner Band spielten. Eddie Finckel, Gerry Mulligan (der für die Band „Disc Jockey Jump“ schrieb) und George Williams arbeiteten in der Zeit für ihn als Arrangeure. Bis zu ihrer Auflösung 1951 verkleinerte er die Band nach und nach wieder und spielte danach erneut in Trio- bzw. Quartett-Besetzungen mit Ventura und Teddy Napoleon, in denen er swingende Neuversionen von Titeln wie Dark Eyes oder Body and Soul spielte.

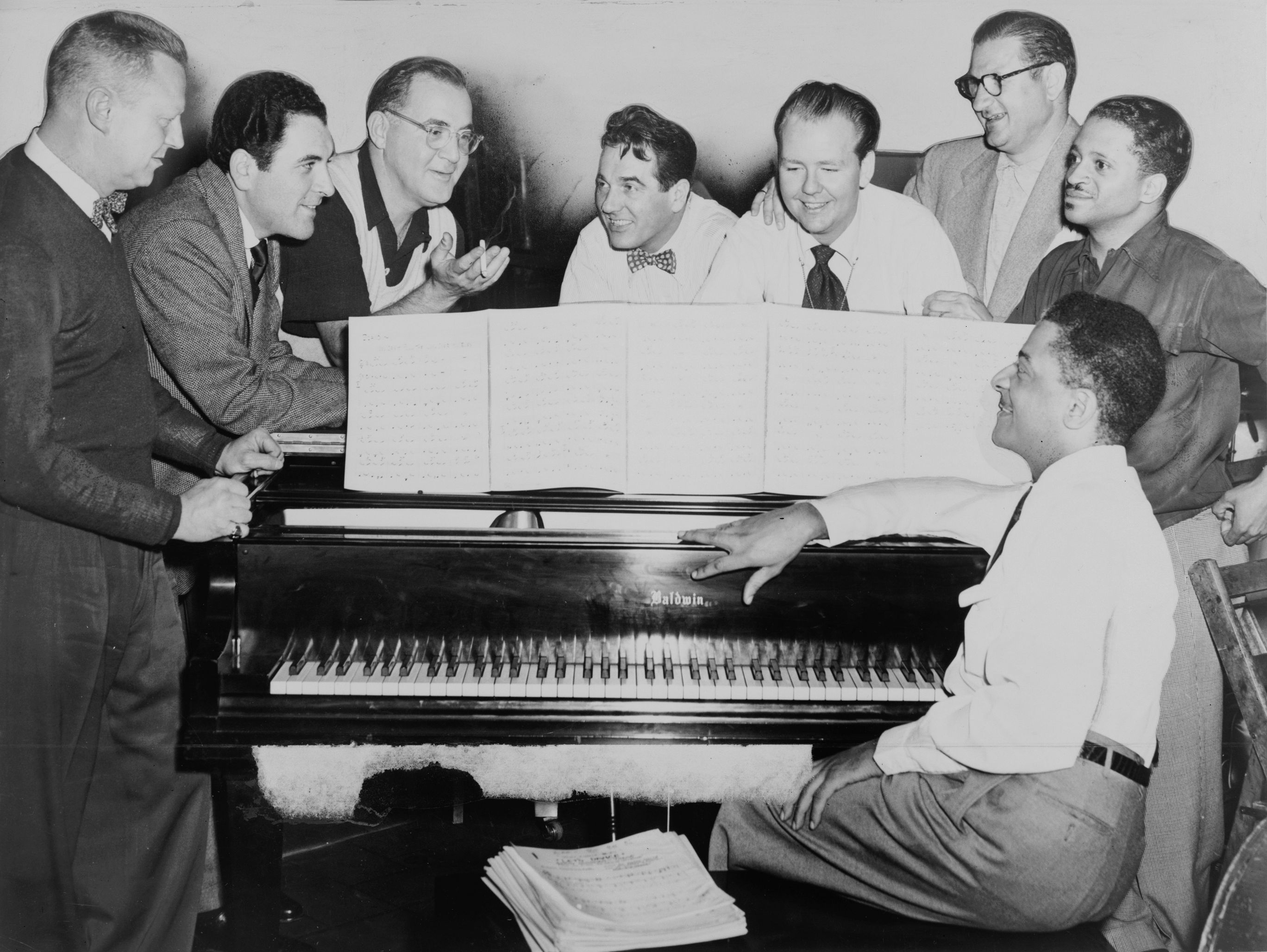
Krupa (4. v.l.) mit Benny Goodman (3. v.l.) 1952

Krupa trat regelmäßig in den Jazz-at-the-Philharmonic-Konzerten auf und leitete danach wieder ein eigenes Trio mit Charlie Ventura, Flip Phillips, bzw. Eddie Shu. 1956 kam es für sein Verve-Album Drummer Man zu einer Reunion mit Roy Eldridge und Anita O’Day, außerdem nahm er Duett-Platten mit Buddy Rich auf, der Krupa später als sein erstes Idol und seine größte Inspirationsquelle bezeichnete. In dieser Zeit wirkte er an einigen Jazzfilmen wie The Benny Goodman Story und der Glenn Miller Story mit. Zur The Gene Krupa Story (1959) lieferte er nicht nur den Soundtrack, sondern trat darin auch selbst auf.
Anfang der 1960er Jahre war Krupa in zahlreichen Fernsehshows zu Gast und hatte 1963 für einen Auftritt im Disneyland sogar kurz wieder eine eigene Bigband. In den späten 1960er Jahren beendete er aber seine regelmäßigen öffentlichen Auftritte. Er unterrichtete in dieser Zeit, bildete sich aber auch im Pauken- und folkloristischen Trommelspiel fort. Bevor er 1973 an Leukämie starb, trat er nur noch selten auf; so beispielsweise im November 1972 mit Eddie Condon und Wild Bill Davison bei Jazz at the New School.

## Entwicklung von Gene Krupa and His Orchestra
Zur Bandgeschichte siehe Gene Krupa and His Orchestra.

## Wirkung
Krupa, der im Herzen dem Dixieland verhaftet war, aber seit den späten 1940er Jahren auch die Errungenschaften des Bebop in den Swing einbrachte, „wurde mit seinem harten Beat und einer stetig verbesserten Technik zu einer Schlüsselfigur des Swing, woran seine Show-Begabung nicht ganz unbeteiligt war“. Krupas frühe Experimente mit afrikanischer Perkussion beeinflussten Schlagzeuger des Modern Jazz wie Max Roach.
Krupa sagte in einem Interview mit George T. Simon zu seinem Stil:

„Schlagzeugsoli müssen Substanz und Kontinuität haben. Bevor ich mit einem beginne, versuche ich, eine gute Vorstellung davon zu bekommen, was ich spielen will. Während des Spiels summe ich etwas wie „bumm-di-di, bumm-di-di, bumm“ – und setze es dann mit einer anderen Phrasierung fort, die zu der einen, die ich gerade gespielt habe, in Beziehung steht. Zur selben Zeit summe ich weiter vor mich hin, sodass nicht nur jede Silbe ihren separaten Beat erhält, sondern auch ihren separaten Klang. Das ist sehr wichtig, denn wenn ein Schlagzeug musikalisch sein soll, muss es einen Klang erzeugen, nicht nur ein Geräusch.“

Der Schlagzeuger Topper Headon veröffentlichte 1985 als erste Single nach seinem Rauswurf bei The Clash Gene Krupas Drumming Man. Die britische Band Apollo 440 erwies dem Musiker 1996 mit dem Lied Krupa ihre Reverenz. 2003 rief Michael Berkowitz sein Memorial-Bigband-Projekt Gene Krupa Orchestra ins Leben. Auch Arthor von Blomberg feierte ihn mit seinem Musical Dream Boogie; seiner Hit Man – The Gene Krupa Story sowie Memorialkonzerten. Der Rolling Stone listete Krupa 2016 auf Rang sieben der 100 größten Schlagzeuger aller Zeiten.

## Diskographische Hinweise

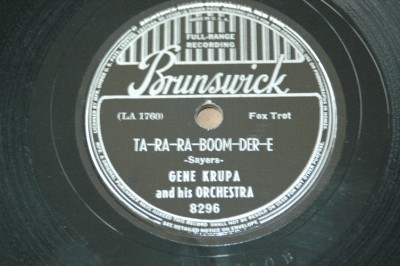
Gene Krupa 78er Schellack von Brunswick Records

- Das frühe und mittlere Werk Gene Krupa von 1935 bis 1947 ist in der Edition des Labels Classics dokumentiert.[8]
- Benny Goodman: The Famous Carnegie Hall Concert 1938 (Columbia)
- Drummin’ Man (Charly, 1938–1941) mit Roy Eldridge, Anita O’Day, Benny Carter, Charlie Ventura
- Drum Boogie (Columbia, 1940–1941)
- Uptown (Columbia, 1941–1949)
- Lionel Hampton/Gene Krupa (Forlane, 1949) mit Don Fagerquist, Frank Rehak, Frank Rosolino, Roy Eldridge
- The Exciting Gene Krupa (Enoch’s Music, 1953) mit Charlie Shavers, Bill Harris, Willie Smith, Ben Webster, Teddy Wilson, Herb Ellis, Ray Brown, Israel Crosby
- Krupa and Rich (Verve, 1955) mit Roy Eldridge, Dizzy Gillespie, Illinois Jacquet, Flip Phillips, Oscar Peterson, Herb Ellis, Ray Brown, Buddy Rich
- Gene Krupa Big Band: Drummer Man featuring Anita O’Day & Roy Eldridge (Verve, 1956)

## Schriften
- Gene Krupa: Drum Method (hrsg. von Rollo Laylan). Robbins Music Corporation, New York 1938.